# Erdene Zuu

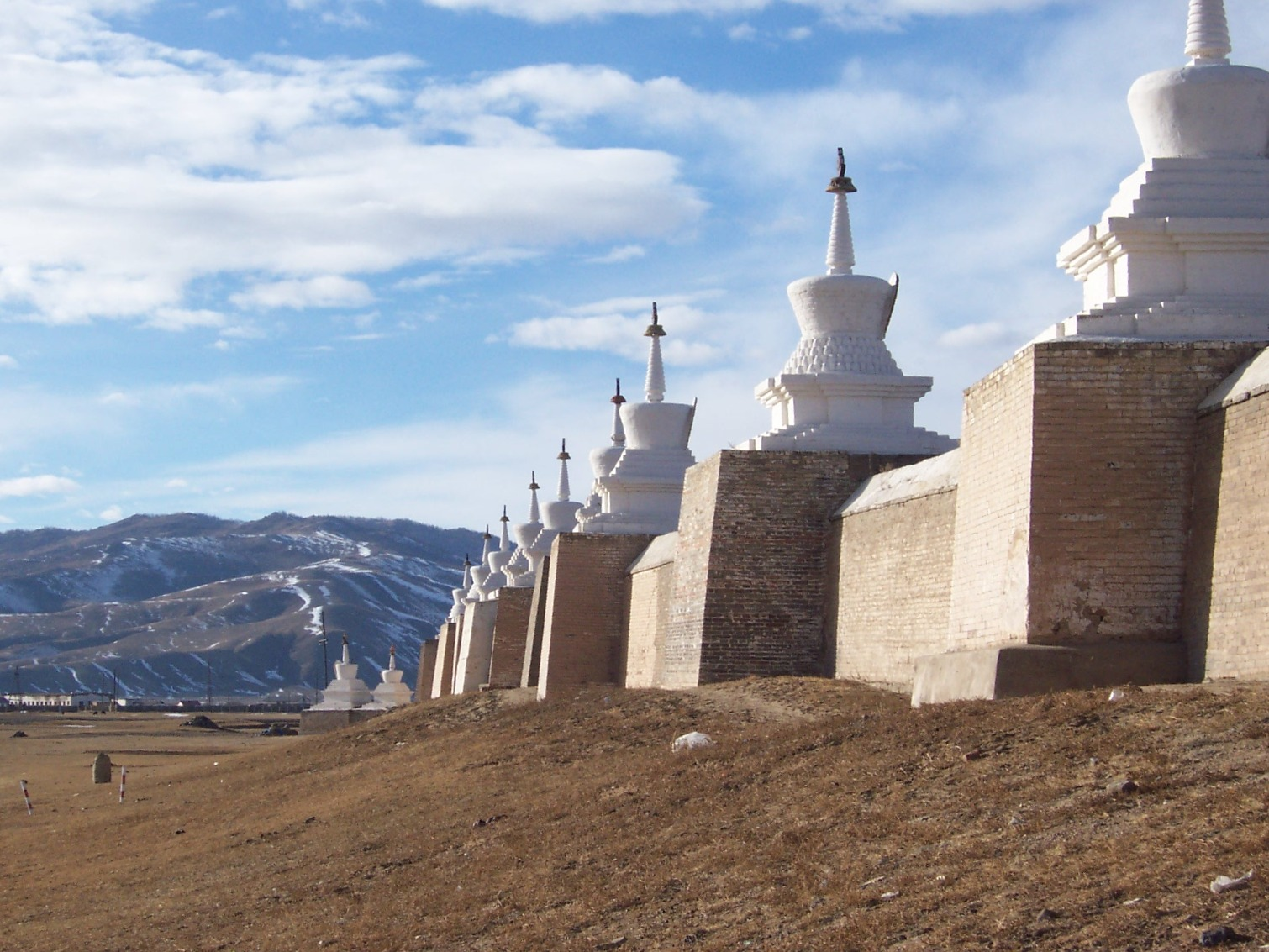
De buitenmuur met de 108 stoepa's

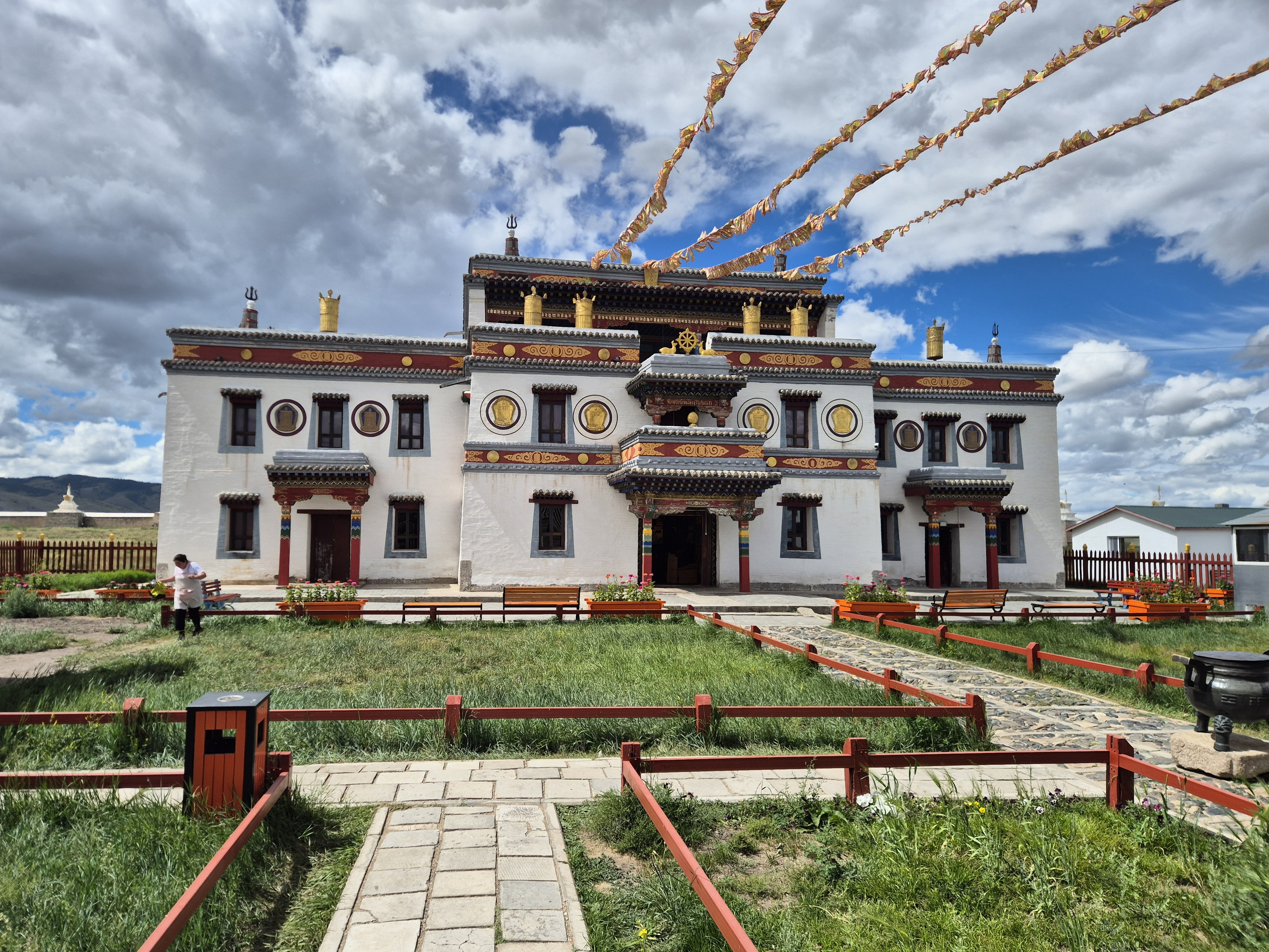
Een van de weinige overgebleven tempels op het terrein

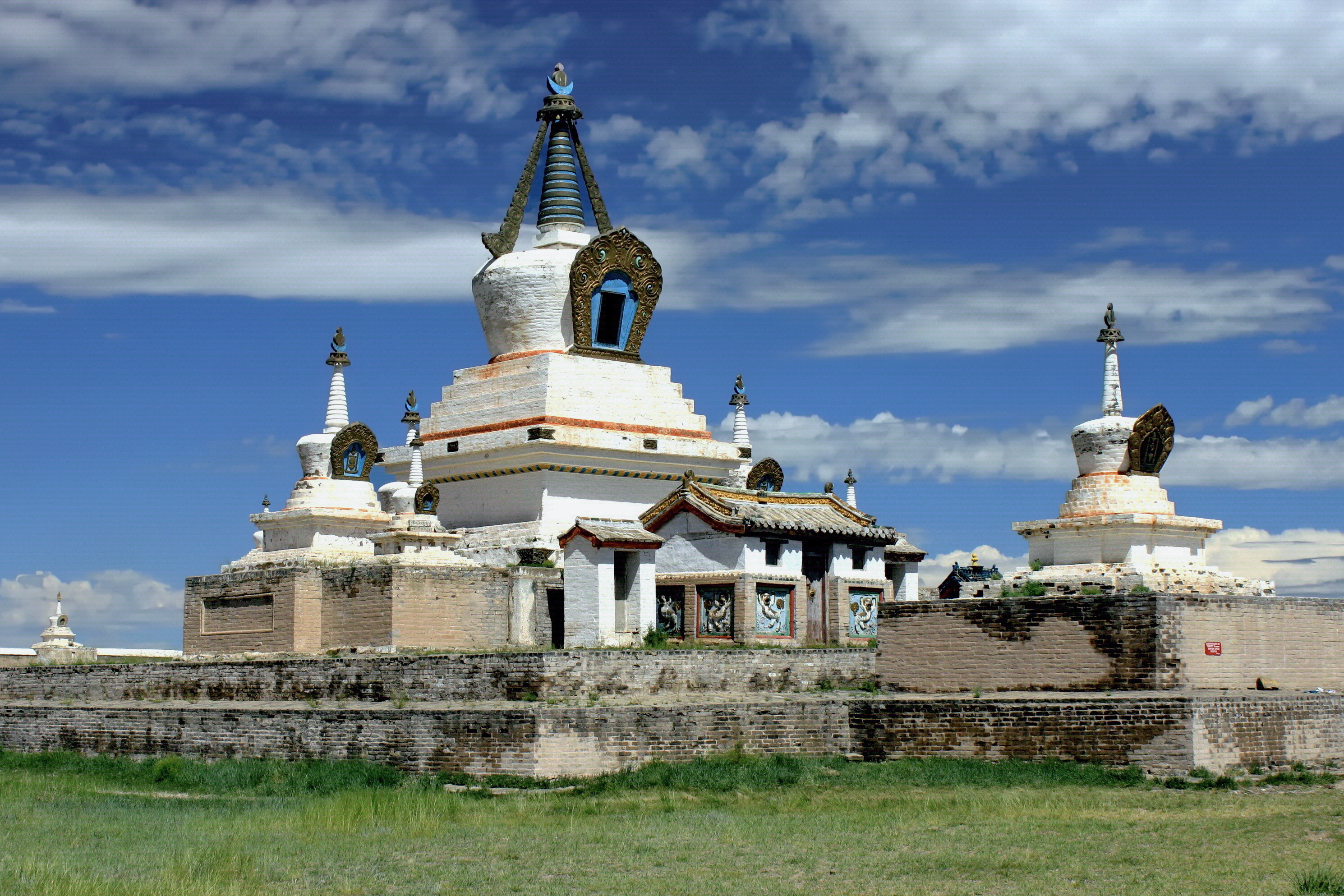
De gouden stoepa

Het Erdene Zuuklooster (Mongools: Эрдэнэ Зуу) staat in de Mongoolse ajmag Övörhangaj. Het is het oudste boeddhistische klooster in het land en staat op de Werelderfgoedlijst van UNESCO.

## Het complex
Het complex vormt een vierkant van 400 bij 400 meter. Het wordt omgeven door een 7,5 meter hoge muur waarin 108 stoepa's zijn verwerkt.
Binnen de muren zijn nog slechts een paar tempels en een stoepa bewaard gebleven.
Op een heuvel buiten het complex staat een groot fallussymbool. Dit is bedoeld om de seksuele lusten van de monniken buiten de deur te houden.

## Geschiedenis
Abadai Khan (ook geschreven als Abtai Sain Khan),een van de leiders van de Khalkha-Mongolen, gaf opdracht om het klooster te laten bouwen. De bouw begon in 1585. Hiervoor werden stenen gebruikt van de ruïnestad Karakorum.
Het klooster werd meerdere malen tijdens oorlogen verwoest en weer opnieuw opgebouwd.
In de 19e eeuw leefden meer dan 1.000 monniken in het complex dat intussen 62 tempels binnen haar muren telde.
In 1939 werd het overgrote deel van de Mongoolse kloosters afgebroken in opdracht van de communistische leider Chorloogijn Tsjoibalsan. De monniken werden op grote schaal vervolgd. Ook het Erdene Zuu werd onder handen genomen. Slechts een paar gebouwen, plus de buitenmuur bleven gespaard.
Sinds 1990 is het complex weer in gebruik als klooster.

## Trivia
In de muur zijn 108 stoepa's verwerkt omdat 108 een heilig getal is in het boeddhisme.
- Library of Congress Control Number: no98082325
- Virtual International Authority File: 142210260